# SHISHAMO (专辑)
《SHISHAMO》是日本摇滚乐队SHISHAMO的出道原创专辑，于2013年11月13日发行。

## 简介
原为高校生身份的SHISHAMO三人在2013年6月毕业后，与经纪公司FAITH Music Entertainment签约，正式开始音乐活动。2013年11月13日以专辑《SHISHAMO》正式出道。专辑发售后还将进行首次专场演唱会。
新专辑《SHISHAMO》共收录11首全新歌曲。专辑封面由摄影家川岛小鸟拍摄，而CD歌词文本及插画都由主唱宫崎朝子亲笔书画。
SHISHAMO于2013年3月在校时期已经发行过的自主制作专辑《毕业制作》，这次选择与新专辑同日再次发售。
专辑发行首周获得了Oricon公信榜第34位的成绩。

## 发行
《SHISHAMO》于2013年11月13日发行。
- 普通盘（商品编号：XQFQ-1401）

## 收录
| CD       | CD                   | CD         | CD    |
| 曲序     | 曲目                 |            | 时长  |
| -------- | -------------------- | ---------- | ----- |
| 1.       | （我有女朋友了）     | 吉川美冴贵 | 3:09  |
| 2.       | （不想去）           | 宫崎朝子   | 4:24  |
| 3.       | （那个女孩的抒情歌） | 宫崎朝子   | 3:47  |
| 4.       | （这样的我那样的你） | 宫崎朝子   | 5:07  |
| 5.       | （假日）             | 宫崎朝子   | 3:47  |
| 6.       | （咣当咣当）         | 宫崎朝子   | 4:28  |
| 7.       | （深夜的广播）       | 宫崎朝子   | 4:47  |
| 8.       | （乐队人）           | 宫崎朝子   | 5:12  |
| 9.       | （副吉他的歌）       | 宫崎朝子   | 4:32  |
| 10.      | （与你的事）         | 宫崎朝子   | 4:31  |
| 11.      | （恋爱）             | 宫崎朝子   | 6:12  |
| 总时长： | 总时长：             | 总时长：   | 50:00 |